# J.C. Ritchie
Juan Carlo "J.C." Ritchie, född 24 februari 1994 i Standerton, är en sydafrikansk professionell golfspelare som spelar på PGA European Tour och Sunshine Tour. Han har tidigare spelat bland annat på Challenge Tour och för Liv Golf.
Ritchie har vunnit åtta Sunshine-vinster och fyra Challenge-vinster. Hans bästa resultat i majortävlingar är en delad 40:e plats vid 2021 års The Open Championship. Ritchie bästa prestation vid Liv Golf Invitational Series 2022 har varit en delad 16:e plats vid Liv Golf Invitational London och där han kunde inkassera 232 000 amerikanska dollar i prispengar.